# Schloss Jahnishausen

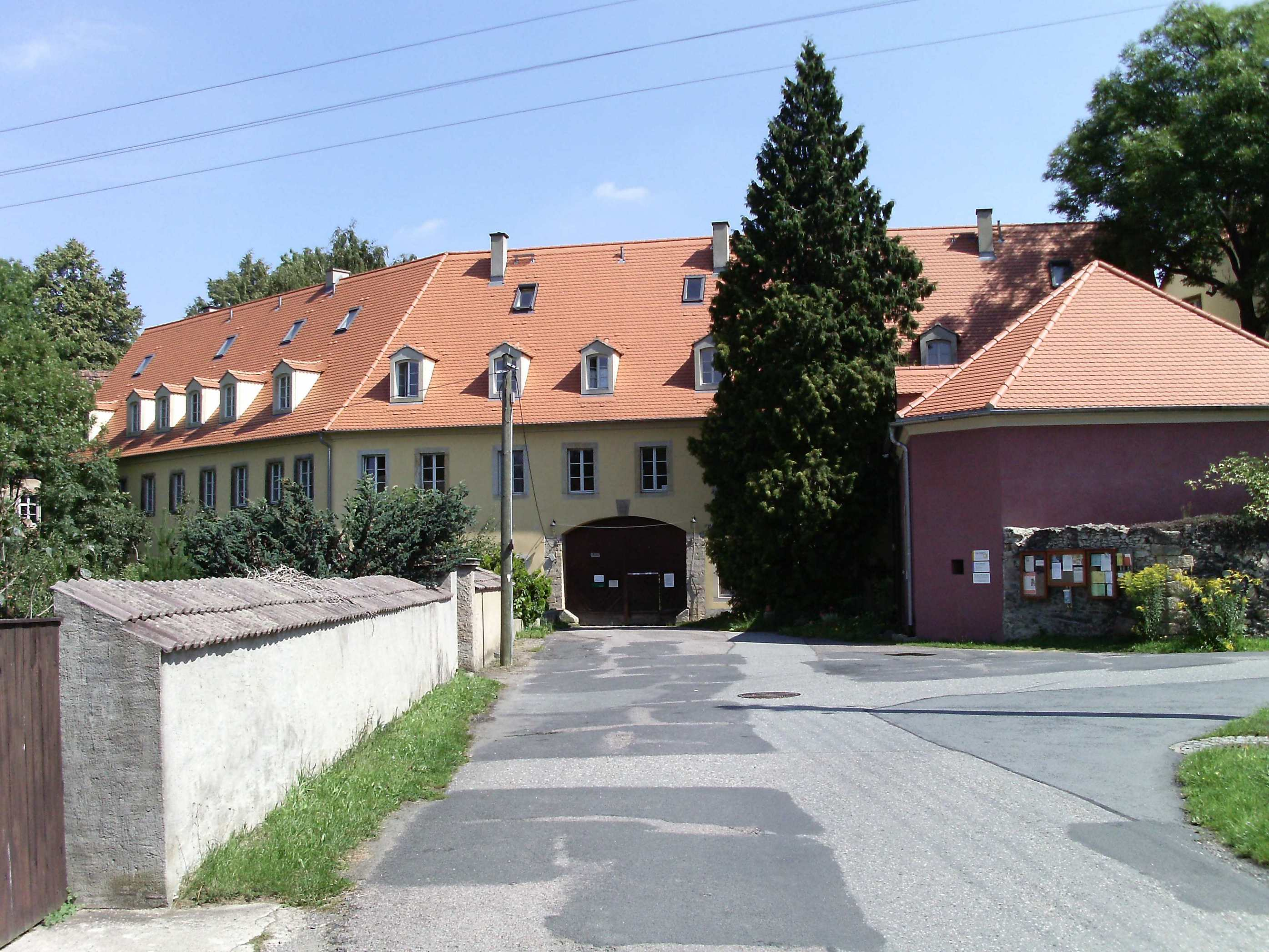
Torhaus

Das Schloss Jahnishausen gehört zur Stadt Riesa im sächsischen Landkreis Meißen. Es liegt etwa vier Kilometer südlich von Riesa im Jahnatal. Zum Schloss gehört der ehemalige Schlosspark mit einem Schlossteich und einem Bestand an Laubbäumen.

## Geschichte

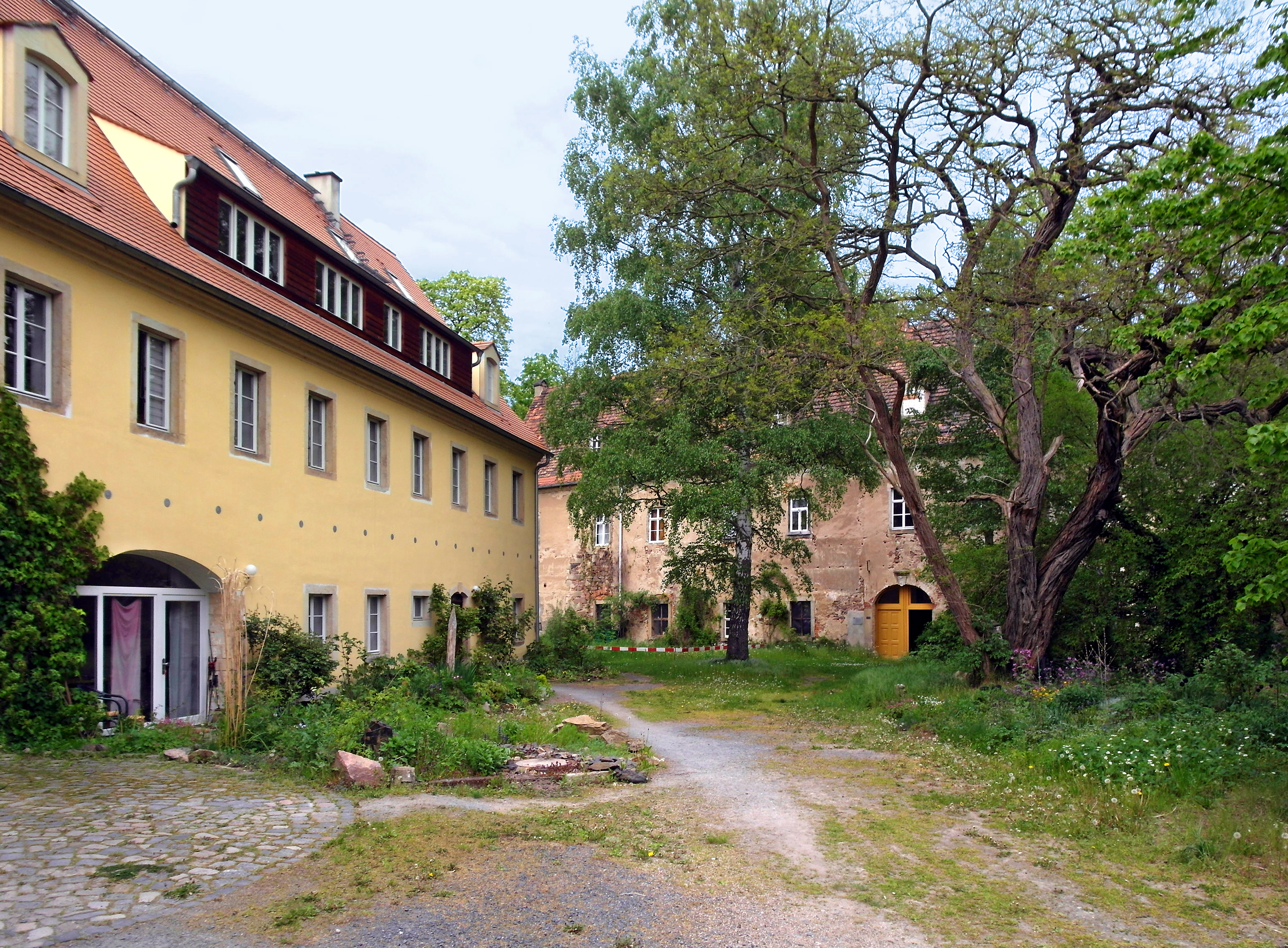
Blick vom Torhaus zum Schloss, 2017

An der Stelle des heutigen Schlosses Jahnishausen befand sich ursprünglich eine Wasserburg, die vermutlich in der ersten Hälfte des 13. Jahrhunderts errichtet wurde. Dieser Rittersitz befand sich seit der ersten Hälfte des 15. Jahrhunderts im Besitz der Familie von Schleinitz. Schloss Jahnishausen entstand nach Aufgabe der Burg im Wesentlichen im 16. Jahrhundert. In der Zeit des Dreißigjährigen Kriegs wurde das Schloss zerstört und 1645 an die Familie von Kötteritz veräußert. Das Schloss kam im Jahr 1676 an die Freifrau von Reichenbach, von ihr erbte es 1718 die Grafenfamilie von Callenberg. Ein Brand verursachte im Jahr 1730 schwere Schäden am Gebäude.
Nachdem Hauptmann Christoph Dietrich von Plötz das Schloss erworben hatte, ließ er es im Jahr 1786 restaurieren. Zehn Jahre später verkaufte er das Anwesen an Georg Wilhelm von Hopffgarten, welcher einen Umbau des Schlosses, sowie den Bau von Pächter- und Torhaus veranlasste. Die Anlage des Gutshofs erfolgte im 19. Jahrhundert.
1824 kaufte Prinz Johann von Sachsen das Schloss und nutzte es vor allem für seine Studien. Nachdem er König von Sachsen wurde, verpachtete er das Schloss Jahnishausen mit Rittergut. Im Jahr 1930 wurde ein Erholungsheim im Schloss Jahnishausen eingerichtet. Das Gut mit Schloss Jahnishausen befand sich von 1824 bis 1945 im Besitz des sächsischen Königshauses,
letzter wettinischer Schlossherr war Ernst Heinrich von Sachsen.
Durch Kriegseinwirkung, Enteignung im Zuge der Bodenreform 1945 und die nachfolgend betriebene Misswirtschaft unter der Rechtsform eines Volkseigenen Gutes waren die Baulichkeiten heruntergewirtschaftet, teils stark beschädigt und in einem desolaten Zustand. Das Herrenhaus wurde bis 1969 als Kindergarten und Hort sowie als Kultur- und Schulhaus genutzt. Durch einen Brand im Jahr 1970 ist ein Teil des Schlosses ruinös. Schloss Jahnishausen stand seit 1980 leer. 1994/1995 hat die Deutsche Stiftung Denkmalschutz die Notsicherung des Gebäudes finanziell unterstützt und eine Förderung durch den Freistaat Sachsen in Höhe von 160.000 Mark in die Wege geleitet.
Im Jahre 2002 wurde das Rittergut von der Gemeinschaft "Lebenstraum" ersteigert.

## Nutzung

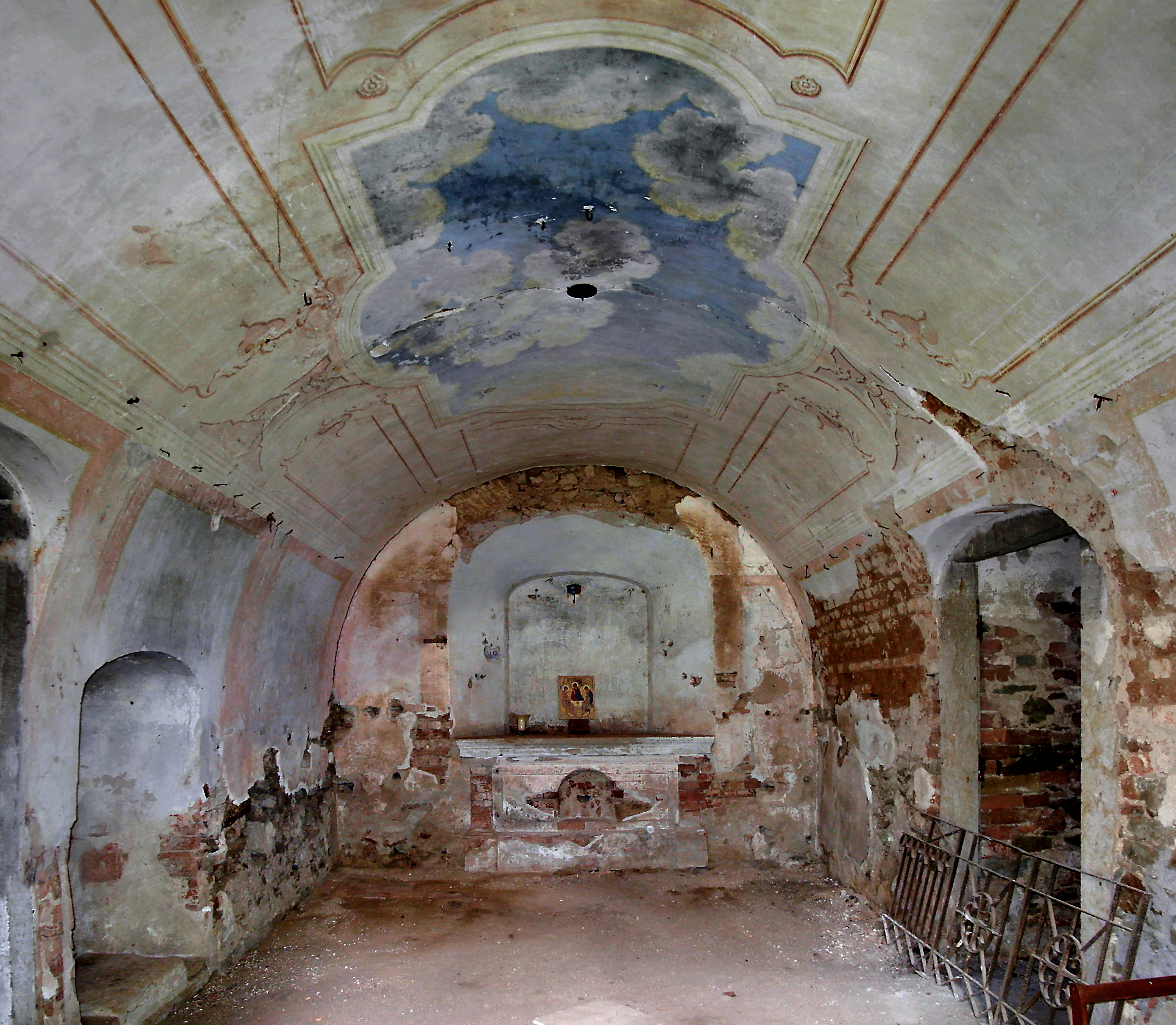
Katholische Schlosskapelle, 2017

Die alternativ-ökologisch orientierte Lebenstraum Gemeinschaft Jahnishausen, in der Rechtsform einer Genossenschaft, wurde 2001 mit Datum der Ersteigerung des ehemaligen Rittergutes begründet. Das Schloss wurde jedoch bald darauf (Gerüchten zur Folge für 1 €) an die aus Mitgliedern der Lebenstraum Gemeinschaft bestehende Academia Danteska Jahnishausen e.V. übertragen, da diese – im Gegensatz zu einer Genossenschaft – berechtigt ist, Spenden anzunehmen. Es besteht also eine formelle Trennung des Schlosses vom Rittergut, innerhalb dessen die Gebäudes unter Wahrung des Denkmalschutzes restauriert worden sind und auch weiterhin werden, um dort Wohnungen, Gemeinschaftsräume, Ateliers und Werkstätten einzurichten.
Das Schloss wird derzeit weiterhin intensiv vom erwähnten Verein gepflegt.